# Richard Clapton
Richard Clapton (Sídney, 18 de mayo de 1949) es un músico y productor discográfico australiano.
Sus sencillos más exitosos en la lista Kent Music Report son "Girls on the Avenue" (1975) y "I Am an Island" (1982). También logró posicionar algunos álbumes en las listas de éxitos de su país: Goodbye Tiger (1977), Hearts on the Nightline (1979), The Great Escape (1982) y The Very Best of Richard Clapton (1982). Como productor trabajó con la banda INXS en su segundo álbum de estudio, Underneath the Colours (1981). En 1983 se unió brevemente a la banda The Party Boys para una gira y un álbum en vivo, titulado Greatest Hits (of Other People) (1983) antes de reanudar su carrera como solista.
El historiador musical australiano Ian McFarlane describió a Clapton como "uno de los compositores australianos más importantes de la década de los setenta". El 12 de octubre de 1999, Clapton fue presentado en el Salón de la Fama de la ARIA. El 1 de agosto de 2014 Clapton publicó su autobiografía, The Best Years of Our Lives.

## Discografía

### Estudio
| Año                                      | Título                                                                    | Posición en las listas | Certificaciones (Ventas) |
| Año                                      | Título                                                                    | AUS                    | Certificaciones (Ventas) |
| ---------------------------------------- | ------------------------------------------------------------------------- | ---------------------- | ------------------------ |
| 1973                                     | Prussian Blue - 1973 - Infinity Records / Festival Records (L 34956)      | —                      |                          |
| 1975                                     | Girls on the Avenue - 1975 - Infinity / Festival (L 35508)                | 33                     |                          |
| 1976                                     | Main Street Jive - 1976 - Infinity / Festival (L 35963)                   | 64                     |                          |
| 1977                                     | Goodbye Tiger - 1977 - Infinity / Festival (L 36352)                      | 11                     |                          |
| 1979                                     | Hearts on the Nightline - 1979 - Interfusion Records / Festival (L 36932) | 17                     |                          |
| 1980                                     | Dark Spaces - 1980 - Interfusion / Festival (L 37331)                     | 23                     |                          |
| 1982                                     | The Great Escape - 1982 - WEA (600106)                                    | 8                      |                          |
| 1984                                     | Solidarity - 1984 - Mushroom Records (RML 53137)                          | 27                     |                          |
| 1987                                     | Glory Road - 1987 - WEA (600144-1)                                        | 28                     |                          |
| 1993                                     | Distant Thunder - 1993 - Columbia Records (473531)                        | 37                     |                          |
| 1996                                     | Angeltown - 1996 - Roadshow Music (17982-2)                               | 89                     |                          |
| 2004                                     | Diamond Mine - 2004 - Warner Bros.                                        | 90                     |                          |
| 2012                                     | Harlequin Nights - 2012 - Gypsy Music                                     | —                      |                          |
| "—" denota que no ingresó en las listas. |                                                                           |                        |                          |